# 伯納利歐縣
伯納利歐縣（英語：Bernalillo County，/ˌbɜːrnəˈliːjoʊ/）是美国新墨西哥州中部的一個縣，面積3,027平方公里。根據2020年美國人口普查，共有人口67萬6,444人。縣治阿布奎基是該州人口最多的城市。
該縣成立於1852年1月8日，是該州最早的九個縣之一；縣名來自該州的同名城市伯納利歐。